# Kuching City FC
Der Kuching City Football Club, ehemals Kuching Football Association, ist ein Fußballverein aus Kuching. Aktuell spielt die Fußballmannschaft in der höchsten Liga des Landes, der Malaysia Super League.

## Erfolge
- Malaysia M3 League

Vizemeister: 2019  ▲
- Liga Bolasepak Rakyat

1. Platz: 2015/2016

## Stadion

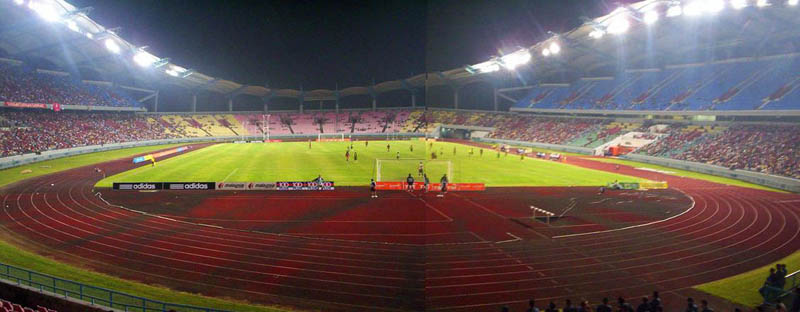
Sarawak Stadium

Seine Heimspiele trägt der Verein im Sarawak Stadium in Kuching aus. Das Stadion hat ein Fassungsvermögen von 40.000 Personen.
Koordinaten: 1° 35′ 26,2″ N, 110° 21′ 29,2″ O

## Spieler
Stand: August 2020
| Nr. |          | Position | Name                |
| --- | -------- | -------- | ------------------- |
| 1   | Malaysia | TW       | Andy Nicholas Nipen |
| 2   | Malaysia | MF       | Jimmy Raymond       |
| 3   | Malaysia | AB       | Hairol Mokhtar      |
| 4   | Malaysia | AB       | Ramenor Pit         |
| 5   | Malaysia | AB       | Shahran Abdul Samad |
| 6   | Malaysia | MF       | Mohd Azri Razali    |
| 7   | Malaysia | ST       | Sufizal Ismail      |
| 8   | Malaysia | ST       | Joseph Kalang Tie   |
| 9   | Malaysia | AB       | Affyshahrul Affendy |
| 11  | Malaysia | MF       | Hafis Saperi        |
| 12  | Malaysia | AB       | Ramesh Lai          |
| 13  | Malaysia | AB       | Dzulazlan Ibrahim   |
| 14  | Malaysia | MF       | Paul Sambang        |
| 15  | Malaysia | AB       | Izray Iffarul       |

| Nr. |           | Position | Name                  |
| --- | --------- | -------- | --------------------- |
| 17  | Malaysia  | AB       | Rafiezan Razali       |
| 20  | Malaysia  | MF       | Mohd Nur Aliff Kepli  |
| 21  | Malaysia  | AB       | Razziman Razali       |
| 22  | Malaysia  | MF       | Zainuddin Bohri       |
| 23  | Malaysia  | TW       | Hafiezulhisyam Roslee |
| 25  | Malaysia  | TW       | Iqbal Suhaimi         |
| 26  | Malaysia  | MF       | Tommy Mawat           |
| 28  | Malaysia  | MF       | Samsu Alam Samad      |
| 30  | Japan     | MF       | Yuta Suzuki           |
| 33  | Brasilien | ST       | Bryan Jones Anicézio  |
| 77  | Japan     | AB       | Yuki Tanigawa         |
| 89  | Malaysia  | AB       | Mazwandi Zekeria      |
| 91  | Brasilien | MF       | Hudson Dias De Jesus  |

## Saisonplatzierung
| Saison  | Līga                    | Level | Platz | FA Cup |
| ------- | ----------------------- | ----- | ----- | ------ |
| 2019    | Malaysia M3 League      | 3     | 2. ▲  |        |
| 2020    | Malaysia Premier League | 2     | 4.    |        |
| 2021    | Malaysia Premier League | 2     | 5.    |        |
| 2022    | Malaysia Premier League | 2     | 3. ▲  |        |
| 2023    | Malaysia Super League   | 1     | 13.   |        |
| 2024/25 | Malaysia Super League   | 1     | 4.    |        |